# 1929年ハーバート・フーヴァー大統領就任式
第31代アメリカ合衆国大統領のハーバート・フーヴァーの就任式は、1929年3月4日月曜日にワシントンD.C.のアメリカ合衆国議会議事堂のイーストポルティコで行われた。これは36回目となる大統領就任式であり、大統領のハーバート・フーヴァーと副大統領のチャールズ・カーティスの唯一の任期の始まりとなった。フーヴァーの大統領就任宣誓は最高裁判所長官で第27代大統領のウィリアム・ハワード・タフトにより執り行われた。これは史上初めてニュースリールで記録された大統領就任式である。元大統領が新大統領の就任宣誓を執り行うのは4年前のカルビン・クーリッジの2回目の就任式に続いて2例目であり、そして2025年3月12日時点で最新である。
アメリカ合衆国憲法によると宣誓の際はの「誓う」（swear）または「確約する」（affirm）のどちらかの文言を使うことができる。フーヴァーはクエーカー教徒であったため、しばしば「確約する」と言ったとされているが、式典を撮影したニュース映画では「厳粛に誓う」（solemnly swear）と言っている。就任宣誓で「誓う」ではなく「確約する」と言った大統領はフランクリン・ピアースのみである。
宣誓を執り行う際にタフトは「preserve, protect and defend」というフレーズを誤って「preserve, maintain and defend」と復唱してしまった。ニューヨーク州ウォルデンの13歳の中学2年生だったヘレン・ターウィリガーはこの間違いに気付いてタフトに手紙で伝えた。タフトは「老人の記憶力の欠陥」に起因するとして自身の誤りを認めたが、「preserve, maintain and protect」という言葉を誤って引用した別の失敗であると主張した。ターウィリガーは自身の主張を曲げず、就任正規のニュース映画を製作したフォックス・フィルム、パテ・ニュース、パラマウント・ニュースがその録音を検証し、共同で彼女の証言を認めた。